# Viarsa 1
Viarsa 1は、公海での追跡に関与したことで知られる、ウルグアイ船籍の漁船であった。

## 追跡
2003年8月7日、オーストラリアの税関・漁業監視船「サザン・サポーター」は、ハード島近くのオーストラリア領海内でViarsa 1を発見した。オーストラリア側はこの船がマジェランアイナメの密漁を行っていると疑い、乗組員に停船するよう命令したが指示に従わず逃走し、3週間に及ぶ追跡劇の幕開けとなった。2隻の船は巨大な波と数多くの氷山に直面し、漁師たちが南極海氷に迷子になり、オーストラリアの水夫たちに安全な場所へと誘導されたときには、一時的に対立が中断された。
追跡は何千海里もの海を横断し、「サザン・サポーター」は南アフリカの救助曳船「John Ross」や極地砕氷船「SAS Agulhas」、フォークランド諸島に拠点を置くイギリスの漁業監視船「Dorada」と合流した。8月28日、オーストラリアの税関官「Steve Duffy」が率いる一団は、3,900海里（7,200 km）を進んだ後、南アフリカのケープタウンの南西2,000海里（2,000マイル；4,000 km）の地点でViarsa 1を包囲した。
一方、オーストラリアの人員の一団は南アフリカに派遣され、給油艦「SAS Drakensberg」に乗り込んだ。この艦は9月3日に他の船と合流した。「Southern Supporter」とViarsa 1は10月3日に西オーストラリア州のフリーマントルに寄港した。Viarsa 1の船長リカルド・マリオ・リボット・カブレラと彼の4人の仲間は保釈金を支払い、法的手続きを待つ間、近くにとどまるよう命じられた。彼らは商船員用のホステルに宿泊した。

シーシェパードの船「ボブ・バーカーとサム・サイモン」が、シーシェパードの「アイスフィッシュ作戦」キャンペーンの一環として、2014年12月から2015年4月まで、同じくマジェランアイナメの密漁漁船であるナイジェリア船籍のトロール船「サンダー」を発見し追跡するまで、海洋密漁漁船の追跡としては史上最長であった。

## 裁判
船内に97トンのマジェランアイナメが見つかったにもかかわらず、Viarsa 1の所有者の代表者は2005年11月に陪審員による無罪判決を勝ち取った。2回の裁判と2年の歳月を経て、船員たちは自国に帰ることができた。

## Viarsa 1の処理
環境保護団体Oceanaによると、Viarsa 1はインドの造船所で解体された。

## 情報源と外部リンク
- “Operational updates”. Australian Customs and Border Protection Service (2003年10月3日). 2004年8月25日時点のオリジナルよりアーカイブ。 Template:Cite webの呼び出しエラー：引数 accessdate は必須です。
- Spencer, LCDR Graham. “Navy returns Viarsa to Aussie waters”. Navy News. Template:Cite webの呼び出しエラー：引数 accessdate は必須です。
- “Viarsa captain praises justice system”. ninemsn. Australian Associated Press. (2005年11月7日).  オリジナルの2011年6月5日時点におけるアーカイブ。
- Knecht, G. Bruce (2006). Hooked: Pirates, Poaching, and the Perfect Fish. Rodale Books. ISBN 9781594861109
- Pastor, Xavier (2008年2月5日). “Oceana: The end of pirate fishing vessel Viarsa 1”. Fish Update. Template:Cite webの呼び出しエラー：引数 accessdate は必須です。

Specific
1. ↑  Urbina (2015年7月28日). “A Renegade Trawler, Hunted for 10,000 Miles by Vigilantes. The New York Times”. Template:Cite webの呼び出しエラー：引数 accessdate は必須です。